# 謝臣·梅里路
杰森·法比安·穆里略·塞龙（西班牙語：Jeison Fabián Murillo Cerón；1992年5月27日—），是一名哥倫比亞的職業足球運動員，司職中後衛，現時效力卡塔爾星級足球聯賽球隊Al-Shamal。

## 外部連結
- Soccerway資料庫：謝臣·梅里路
- 傑森·穆里略在BDFutbol上的出場紀錄
- 謝臣·梅里路在 National-Football-Teams.com 上的出场纪录